# Oxalis peduncularis
Oxalis peduncularis är en harsyreväxtart som beskrevs av Carl Sigismund Kunth. Oxalis peduncularis ingår i släktet oxalisar, och familjen harsyreväxter. Utöver nominatformen finns också underarten O. p. pilosa.